# TOKYO PRO Market

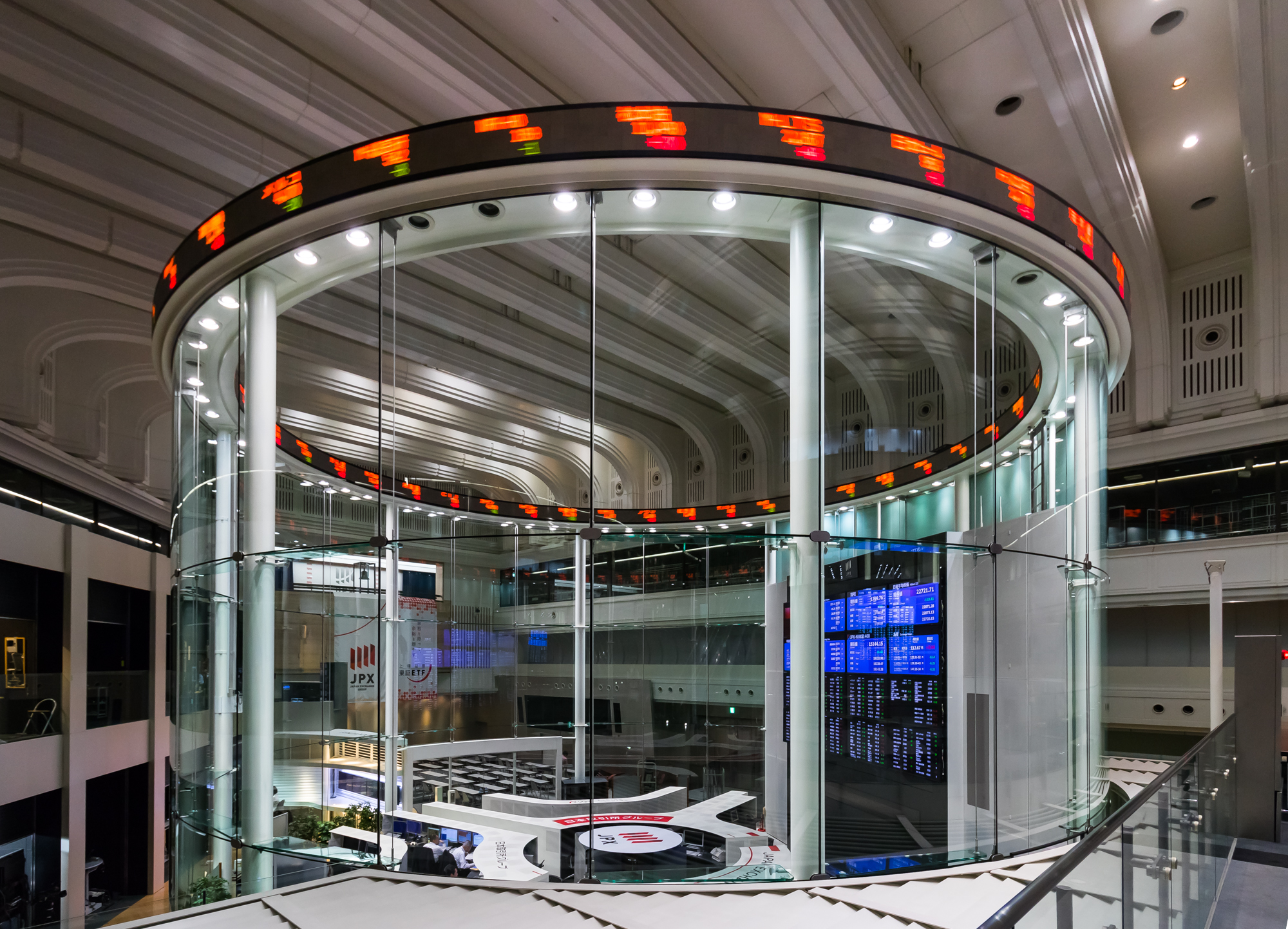
東京証券取引所

TOKYO PRO Market（とうきょうプロマーケット）は東京証券取引所が開設する特定取引所金融商品市場（いわゆる「プロ投資家向け市場」）である。株式市場であるTOKYO PRO Marketと、債券市場であるTOKYO PRO-BOND Market（とうきょうプロボンドマーケット）がある。
元々は、東京証券取引所とロンドン証券取引所（LSE）の共同出資によって2009年6月1日に設立されたTOKYO AIM取引所により開設された市場であった。指定アドバイザー制度を中心としたロンドン証券取引所が運営する成長企業向け市場であり、当時1600社以上が上場していたAIMの上場制度を手本に、これまでの取引所市場では困難だった柔軟な規制体系を特徴としている。
2012年3月にLSEとの合弁が解消され、東京証券取引所の完全子会社となった。2012年7月に東京証券取引所と吸収合併し、TOKYO PRO Marketへ名称変更された。

## 概要
制度上、この市場において直接買付けが可能な投資家は、金融商品取引法に定められた特定投資家に限定される。特定投資家とは、金融機関などの適格機関投資家、上場会社、資本金5億円以上の株式会社、外国法人に加え、証券会社に申し出をし認められた場合に取引ができる者として、一定の個人投資家、その他株式会社も含まれる。詳細は特定投資家を参照。
特定投資家に限定されることによって、企業情報の開示面（言語、会計基準）や新規上場基準の面などにおいて、一般投資家保護の観点から法律上の強い要請がある一般市場では実現困難な柔軟な規制体系が可能となった。また、新規上場を希望する企業の上場審査については、基本的に取引所は行わず、取引所が指定する指定アドバイザー（J-Adviser）が行い、基準の設定も同者が行う。
TOKYO PRO Marketにおける重複上場は、福岡証券取引所が開設するFukuoka PRO Marketのみ可能であり、東京証券取引所一般市場など、他の証券取引所の一般市場との重複上場は不可となっている。TOKYO PRO Marketから東京証券取引所一般市場（プライム市場・スタンダード市場・グロース市場）や他の証券取引所の一般市場へ市場変更を行う場合は、他の証券取引所に対して新規上場申請を行い、新規上場の承認を受けると同時に企業自らTOKYO PRO Marketの上場廃止申請を行う。
2011年6月10日にTOKYO AIM取引所は医薬品開発のベンチャー企業のメビオファームの新規上場申請を受理。同年6月24日に上場が承認され、7月15日に初の上場を果たした。しかし、上場は予定を含め2社にとどまり、赤字が続いたため2012年3月28日付で東証はLSEとの合弁を解消。同年3月にLSEの保有する株式を東証が全て取得して一旦100%子会社化し、同年7月1日には東証と吸収合併し、市場の名称がTOKYO PRO Marketとなった。2012年5月28日には冷凍洋菓子メーカーの五洋食品産業が第2号銘柄（TOKYO AIM最後の銘柄）として上場した。その後、TOKYO PRO Marketの上場会社数は徐々に増加し、2024年12月末現在のTOKYO PRO Marketの上場会社数は133社となった。
| 項目                           | TOKYO PRO Market                                                  | 一般市場                                          |
| ------------------------------ | ----------------------------------------------------------------- | ------------------------------------------------- |
| 開示言語                       | 英語又は日本語                                                    | 日本語                                            |
| 上場基準                       | 形式基準：なし 実質基準：あり                                     | 形式基準：あり(株主数、流通株式等) 実質基準：あり |
| 審査主体                       | J-Adviser                                                         | 主幹事証券会社、取引所                            |
| 上場申請から上場承認までの期間 | 10営業日                                                          | 2、3か月程度(標準審査期間)                        |
| 上場前の監査期間               | 最近1年間                                                         | 最近2年間                                         |
| 内部統制報告書                 | 任意                                                              | 必須                                              |
| 四半期開示                     | 任意                                                              | 必須                                              |
| 取引可能な投資家               | 特定投資家                                                        | 全ての投資家                                      |
| 他の証券取引所との重複上場     | Fukuoka PRO Marketのみ可能                                        | 各証券取引所で可能                                |
| 他市場への市場変更             | 他市場の上場承認を受けたと同時に TOKYO PRO Marketの上場廃止を申請 | 市場変更の申請後に 新規上場申請に準じた審査       |

## 上場銘柄
| 社名                                             | コード | 本社     | 業種                                                                           | 売買開始日     | J-Adviser                            | 注釈   |
| ------------------------------------------------ | ------ | -------- | ------------------------------------------------------------------------------ | -------------- | ------------------------------------ | ------ |
| 中央インターナショナルグループ                   | 7170   | 佐賀県   | 保険業                                                                         | 2014年7月14日  | 宝印刷                               |        |
| シンプレクス・ファイナンシャル・ホールディングス | 7176   | 東京都   | 証券・商品先物取引業                                                           | 2015年1月27日  | 日本M&Aセンター                      |        |
| 動力                                             | 1432   | 愛知県   | 建設業                                                                         | 2015年8月18日  | フィリップ証券                       | 注記 1 |
| デンタス                                         | 6174   | 徳島県   | サービス業                                                                     | 2015年9月11日  | 宝印刷                               |        |
| コンピュータマインド                             | 2452   | 神奈川県 | 情報通信業                                                                     | 2016年6月23日  | フィリップ証券                       |        |
| キャストリコ                                     | 6695   | 東京都   | 電気機器                                                                       | 2017年5月26日  | フィリップ証券                       |        |
| 翔栄                                             | 3483   | 愛知県   | 不動産業                                                                       | 2017年10月24日 | フィリップ証券                       |        |
| 揚工舎                                           | 6576   | 東京都   | サービス業                                                                     | 2018年4月24日  | フィリップ証券                       |        |
| ひかりホールディングス                           | 1445   | 岐阜県   | 建設業                                                                         | 2018年5月16日  | フィリップ証券                       |        |
| 筑波精工                                         | 6596   | 栃木県   | 電気機器                                                                       | 2018年11月28日 | アイ・アールジャパン                 |        |
| パスロジ                                         | 4426   | 東京都   | 情報・通信業                                                                   | 2018年12月19日 | フィリップ証券                       |        |
| マルク                                           | 7056   | 愛媛県   | サービス業                                                                     | 2019年3月5日   | フィリップ証券                       |        |
| Liv-up                                           | 2977   | 東京都   | 不動産業                                                                       | 2019年7月31日  | 宝印刷                               | 注記 2 |
| 軽自動車館                                       | 7680   | 北海道   | 小売業                                                                         | 2019年9月26日  | 宝印刷                               |        |
| 清鋼材                                           | 3448   | 新潟県   | 金属製品                                                                       | 2019年9月26日  | フィリップ証券                       |        |
| 横浜ライト工業                                   | 1452   | 神奈川県 | 建設業                                                                         | 2020年2月27日  | 宝印刷                               |        |
| エージェント                                     | 7098   | 東京都   | サービス業                                                                     | 2020年4月28日  | 日本M&Aセンター                      |        |
| カレント自動車                                   | 7690   | 神奈川県 | 卸売業                                                                         | 2020年5月20日  | フィリップ証券                       |        |
| C Channel                                        | 7691   | 東京都   | 小売業                                                                         | 2020年5月25日  | フィリップ証券                       |        |
| ファーストステージ                               | 2985   | 大阪府   | 不動産業                                                                       | 2020年5月27日  | フィリップ証券                       |        |
| アートフォースジャパン                           | 5072   | 静岡県   | 建設業                                                                         | 2020年10月21日 | フィリップ証券                       |        |
| 一寸房                                           | 7355   | 北海道   | 建築設計業                                                                     | 2020年10月28日 | 日本M&Aセンター                      |        |
| 北海道歯科産業                                   | 7693   | 北海道   | 医療用品卸売業                                                                 | 2020年11月16日 | 日本M&Aセンター                      |        |
| シーズクリエイト                                 | 8921   | 東京都   | 不動産業                                                                       | 2021年2月16日  | 宝印刷                               | 注記 3 |
| 琉球アスティーダスポーツクラブ                   | 7364   | 沖縄県   | サービス業                                                                     | 2021年3月30日  | フィリップ証券                       |        |
| アイダ設計                                       | 2990   | 埼玉県   | 不動産業                                                                       | 2021年6月28日  | フィリップ証券                       |        |
| オージックグループ                               | 6168   | 大阪府   | 機械                                                                           | 2021年6月30日  | フィリップ証券                       |        |
| アーバンライク                                   | 2992   | 熊本県   | 不動産業                                                                       | 2021年7月28日  | 日本M&Aセンター                      |        |
| 富士テクノホールディングス                       | 9243   | 神奈川県 | サービス業                                                                     | 2021年10月1日  | フィリップ証券                       |        |
| 五健堂ホールディングス                           | 9146   | 京都府   | 陸運業                                                                         | 2021年10月8日  | 宝印刷                               |        |
| サトウ産業                                       | 3450   | 新潟県   | 金属製品                                                                       | 2021年10月14日 | 日本M&Aセンター                      |        |
| フローバル                                       | 7132   | 大阪府   | 卸売業                                                                         | 2021年12月16日 | フィリップ証券                       |        |
| エヴィクサー                                     | 4257   | 東京都   | 情報・通信業                                                                   | 2021年12月22日 | アイ・アールジャパン                 |        |
| アンサーホールディングス                         | 2994   | 福岡県   | 不動産業                                                                       | 2022年1月20日  | GｰFAS                                |        |
| ジェイレックス・コーポレーション                 | 2995   | 東京都   | 不動産業                                                                       | 2022年1月26日  | フィリップ証券                       |        |
| ハンズ                                           | 5077   | 東京都   | 建設業                                                                         | 2022年2月17日  | 日本M&Aセンター                      |        |
| ウェルビングループ                               | 7136   | 埼玉県   | 小売業                                                                         | 2022年2月17日  | フィリップ証券                       |        |
| グラントマト                                     | 7137   | 福島県   | 小売業                                                                         | 2022年2月25日  | フィリップ証券                       |        |
| 東京高圧山崎                                     | 7139   | 宮城県   | 卸売業                                                                         | 2022年4月19日  | Jトラストグローバル証券              |        |
| manaby                                           | 9222   | 宮城県   | サービス業                                                                     | 2022年4月21日  | フィリップ証券                       |        |
| 環境のミカタ                                     | 9224   | 静岡県   | サービス業                                                                     | 2022年5月30日  | 宝印刷                               |        |
| アイガー                                         | 9226   | 東京都   | サービス業                                                                     | 2022年6月22日  | フィリップ証券                       |        |
| フィットワークス                                 | 5037   | 大阪府   | 情報・通信業                                                                   | 2022年8月26日  | 日本M&Aセンター                      |        |
| ペアキャピタル                                   | 9559   | 東京都   | サービス業                                                                     | 2022年9月12日  | Jトラストグローバル証券              |        |
| フロンティアホールディングス                     | 5525   | 大阪府   | 不動産業                                                                       | 2022年9月14日  | 日本M&Aセンター                      |        |
| ヒロホールディングス                             | 5130   | 奈良県   | 情報・通信業                                                                   | 2022年9月28日  | 日本M&Aセンター                      |        |
| AIR-U                                            | 5135   | 東京都   | 情報・通信業                                                                   | 2022年11月4日  | 日本M&Aセンター                      |        |
| テクノクリエイティブ                             | 9335   | 熊本県   | サービス業                                                                     | 2022年11月18日 | 日本M&Aセンター                      |        |
| フロンティアハウス                               | 5528   | 神奈川県 | 不動産業                                                                       | 2022年12月28日 | フィリップ証券                       |        |
| 大友ロジスティクスサービス                       | 9149   | 東京都   | 陸運業                                                                         | 2023年1月26日  | フィリップ証券                       |        |
| ミモナ                                           | 7117   | 和歌山県 | 小売業                                                                         | 2023年1月26日  | 日本M&Aセンター                      |        |
| あさかわシステムズ                               | 5249   | 和歌山県 | 情報・通信業                                                                   | 2023年1月26日  | 日本M&Aセンター                      |        |
| ウイズ・ワン                                     | 5251   | 東京都   | 情報・通信業                                                                   | 2023年3月16日  | 宝印刷                               |        |
| サンフェステ                                     | 5881   | 京都府   | 小売業                                                                         | 2023年3月31日  | 日本M&Aセンター                      |        |
| はなホールディングス                             | 9156   | 愛知県   | サービス業                                                                     | 2023年4月11日  | 日本M&Aセンター                      |        |
| GTホールディングス                               | 5883   | 東京都   | 卸売業                                                                         | 2023年4月18日  | 日本M&Aセンター                      |        |
| 中山不動産                                       | 5531   | 愛知県   | 不動産業                                                                       | 2023年4月26日  | 日本M&Aセンター                      |        |
| 働楽ホールディングス                             | 5573   | 東京都   | 情報・通信業                                                                   | 2023年4月28日  | フィリップ証券                       |        |
| ワカ製作所                                       | 6527   | 東京都   | 電気機器                                                                       | 2023年6月2日   | 日本M&Aセンター                      |        |
| OOKABE GLASS                                     | 5886   | 福井県   | 卸売業                                                                         | 2023年6月27日  | Jトラストグローバル証券              |        |
| カイテクノロジー                                 | 5581   | 東京都   | 情報・通信業                                                                   | 2023年6月30日  | 宝印刷                               |        |
| Strawberry jams                                  | 5584   | 東京都   | 情報・通信業                                                                   | 2023年7月5日   | アイザワ証券                         |        |
| 光響                                             | 5887   | 京都府   | 卸売業                                                                         | 2023年7月14日  | フィリップ証券                       |        |
| 日本総研                                         | 5840   | 香川県   | 保険業                                                                         | 2023年7月14日  | フィリップ証券                       |        |
| フトン巻きのジロー                               | 9167   | 栃木県   | サービス業                                                                     | 2023年7月21日  | フィリップ証券                       |        |
| 大伸社                                           | 9169   | 大阪府   | サービス業                                                                     | 2023年8月25日  | フィリップ証券                       |        |
| エンゼルグループ                                 | 5534   | 新潟県   | 不動産業                                                                       | 2023年9月1日   | 日本M&Aセンター                      |        |
| アイビスホールディングス                         | 9334   | 東京都   | サービス業                                                                     | 2023年10月2日  | フィリップ証券                       |        |
| レボインターナショナル                           | 5022   | 京都府   | 石油・石炭製品                                                                 | 2023年10月11日 | フィリップ証券                       |        |
| 京橋アートレジデンス                             | 5536   | 東京都   | 不動産業                                                                       | 2023年11月2日  | 日本M&Aセンター                      |        |
| ケーイーティ                                     | 9239   | 福島県   | サービス業                                                                     | 2023年11月2日  | フィリップ証券                       |        |
| AlbaLink                                         | 5537   | 東京都   | 不動産業                                                                       | 2023年11月21日 | 日本M&Aセンター                      |        |
| エム・デー・ビー                                 | 5594   | 東京都   | 情報・通信業                                                                   | 2023年11月30日 | Jトラストグローバル証券              |        |
| WizBiz                                           | 5866   | 東京都   | サービス業                                                                     | 2023年12月8日  | Jトラストグローバル証券              |        |
| オフィスバスターズ                               | 5890   | 東京都   | 情報・通信業                                                                   | 2023年12月13日 | フィリップ証券                       |        |
| Yottavias                                        | 5598   | 東京都   | 情報・通信業                                                                   | 2023年12月13日 | 日本M&Aセンター                      |        |
| ウィル・ドゥ                                     | 5617   | 三重県   | 情報・通信業                                                                   | 2023年12月19日 | 日本M&Aセンター                      |        |
| エスピーオー                                     | 5620   | 東京都   | 情報・通信業                                                                   | 2023年12月22日 | G-FAS                                |        |
| ワンビ                                           | 5622   | 東京都   | 情報・通信業                                                                   | 2024年1月11日  | Jトラストグローバル証券              |        |
| RAVIPA                                           | 5893   | 東京都   | 小売業                                                                         | 2024年1月25日  | フィリップ証券                       |        |
| アイエヌホールディングス                         | 132A   | 福岡県   | 陸運業                                                                         | 2024年1月30日  | フィリップ証券                       |        |
| CCNグループ                                      | 131A   | 東京都   | 情報・通信業                                                                   | 2024年2月9日   | 日本M&Aセンター                      |        |
| アプライズ                                       | 134A   | 東京都   | サービス業                                                                     | 2024年2月20日  | フィリップ証券                       |        |
| 三興商事                                         | 136A   | 静岡県   | 建設業                                                                         | 2024年2月26日  | 宝印刷                               |        |
| 東日本地所                                       | 139A   | 埼玉県   | 不動産業                                                                       | 2024年2月27日  | 宝印刷                               |        |
| エネルギーパワー                                 | 144A   | 大阪府   | 建設業                                                                         | 2024年3月13日  | フィリップ証券                       |        |
| エクセリ                                         | 158A   | 東京都   | 小売業                                                                         | 2024年3月19日  | 日本M&Aセンター                      |        |
| 三葉                                             | 161A   | 福岡県   | サービス業                                                                     | 2024年3月22日  | 日本M&Aセンター                      |        |
| アップルパーク                                   | 164A   | 東京都   | 不動産業                                                                       | 2024年3月25日  | 日本M&Aセンター                      |        |
| GAIA                                             | 154A   | 東京都   | その他金融業                                                                   | 2024年3月27日  | 日本M&Aセンター                      |        |
| オプティ                                         | 152A   | 三重県   | 卸売業                                                                         | 2024年3月27日  | 日本M&Aセンター                      |        |
| ゼロジャパン                                     | 171A   | 埼玉県   | 卸売業                                                                         | 2024年3月28日  | 日本M&Aセンター                      |        |
| ネオホーム                                       | 172A   | 熊本県   | 不動産業                                                                       | 2024年3月29日  | 日本M&Aセンター                      |        |
| エージェンテック                                 | 174A   | 東京都   | 情報・通信業                                                                   | 2024年4月11日  | フィリップ証券                       |        |
| リサイクルテック・ジャパン                       | 185A   | 愛知県   | サービス業                                                                     | 2024年5月28日  | 日本M&Aセンター                      |        |
| メディエア                                       | 199A   | 東京都   | 情報・通信業                                                                   | 2024年6月7日   | ジャパンインベストメントアドバイザー |        |
| ミモザ                                           | 191A   | 東京都   | 高齢者介護事業                                                                 | 2024年6月18日  | 日本M&Aセンター                      |        |
| グローベルス                                     | 193A   | 東京都   | 不動産業                                                                       | 2024年6月20日  | 宝印刷                               |        |
| ライジングコーポレーション                       | 207A   | 大阪府   | 太陽光発電設備、蓄電池等の省エネ設備の施工                                     | 2024年6月10日  | Jトラストグローバル証券              |        |
| タイヨーパッケージ                               | 204A   | 富山県   | パルプ・紙                                                                     | 2024年6月27日  | 日本M&Aセンター                      |        |
| シュンビン                                       | 203A   | 京都府   | サービス業                                                                     | 2024年6月7日   | フィリップ証券                       |        |
| 小野谷機工                                       | 209A   | 福井県   | タイヤサービス機械製造販売                                                     | 2024年6月21日  | 日本M&Aセンター                      |        |
| サポート                                         | 217A   | 東京都   | 建設コンサルタント事業                                                         | 2024年7月17日  | 日本M&Aセンター                      |        |
| ライフクリエイト                                 | 216A   | 福岡県   | 小売業                                                                         | 2024年7月26日  | フィリップ証券                       |        |
| 勝美ジャパン                                     | 226A   | 東京都   | 冷凍食品の開発、輸入販売                                                       | 2024年7月30日  | 日本M&Aセンター                      |        |
| INSIGHT LAB                                      | 227A   | 東京都   | データソリューション事業                                                       | 2024年8月5日   | ジャパンインベストメントアドバイザー |        |
| NICS                                             | 222A   | 岡山県   | ソフトウェア受託開発                                                           | 2024年8月8日   | フィリップ証券                       |        |
| アスミホールディングス                           | 229A   | 兵庫県   | 建設業                                                                         | 2024年8月13日  | フィリップ証券                       |        |
| バレッグス                                       | 239A   | 東京都   | 不動産業                                                                       | 2024年9月6日   | フィリップ証券                       |        |
| ウェッジ                                         | 252A   | 京都府   | 無線機の販売及びレンタル                                                       | 2024年9月24日  | 日本M&Aセンター                      |        |
| トップス                                         | 243A   | 東京都   | 洋生菓子の製造販売及び軽飲食店運営                                             | 2024年9月26日  | 日本M&Aセンター                      |        |
| ヒューマンアジャスト                             | 249A   | 東京都   | 鍼灸院、接骨院の運営                                                           | 2024年9月27日  | フィリップ証券                       |        |
| ニューロマジック                                 | 251A   | 東京都   | UI/UX デザイン等のエクスペリエンスデザイン事業                                 | 2024年9月30日  | フィリップ証券                       |        |
| デジタルキューブ                                 | 263A   | 兵庫県   | Webサイト制作・構築・保守、AI設計・構築・運用                                  | 2024年10月18日 | フィリップ証券                       |        |
| トワライズ                                       | 267A   | 鳥取県   | 信用販売業務及び携帯電話の販売代理店                                           | 2024年10月23日 | 日本M&Aセンター                      |        |
| グローカルマーケティング                         | 266A   | 新潟県   | 経営コンサルティング及び子育て支援パスポート事業の 運営                        | 2024年10月25日 | フィリップ証券                       |        |
| アクセリア                                       | 271A   | 東京都   | CDNサービス事業、システムインテグレーション事業、産業サイバーセ キュリティ事業 | 2024年10月31日 | フィリップ証券                       |        |
| ハンワホームズ                                   | 275A   | 大阪府   | 建設業及びECを中心とした小売・卸売業等                                         | 2024年11月14日 | フィリップ証券                       |        |
| インターグ                                       | 279A   | 東京都   | デジタルマーケティング事業                                                     | 2024年11月20日 | フィリップ証券                       |        |
| フクヤ建設                                       | 284A   | 高知県   | 建設・建築・不動産業                                                           | 2024年11月26日 | 日本M&Aセンター                      |        |
| ハウジング・スタッフ                             | 307A   | 島根県   | 戸建住宅事業、中古再生・収益不動産事業                                         | 2024年12月16日 | フィリップ証券                       |        |
| ダブルツリー                                     | 305A   | 岡山県   | 自動車販売事業、自動車整備事業、自動車鈑金塗装事業                             | 2024年12月16日 | 日本M&Aセンター                      |        |
| ぽすとめいとホールディングス                     | 308A   | 岡山県   | 保育事業、ビルメンテナンス事業及びコンサルティング等事業                       | 2024年12月19日 | フィリップ証券                       |        |
| BABY JOB                                         | 293A   | 大阪府   | 紙おむつ・おしりふきのサブスクリプションサービス                               | 2024年12月19日 | 船井総合研究所                       |        |
| エスアイイー                                     | 292A   | 東京都   | IT教育及びIT技術関連サービス事業                                               | 2024年12月19日 | 宝印刷                               |        |
| インデックス                                     | 301A   | 東京都   | 中古不動産販売事業                                                             | 2024年12月25日 | アイザワ証券                         |        |
| サーティーフォー                                 | 310A   | 神奈川県 | 建設・建築・不動産業                                                           | 2024年12月27日 | 日本M&Aセンター                      |        |
| コスモス調剤                                     | 309A   | 愛知県   | 調剤薬局の経営、ジェネリック医薬品の卸売、薬剤師国家試験予備校 の経営          | 2025年1月8日   | フィリップ証券                       |        |
| シンコーホールディングス                         | 312A   | 東京都   | 建設業                                                                         | 2025年1月17日  | 日本M&Aセンター                      |        |
| ＮＰＴ                                           | 311A   | 東京都   | 新規薬剤・治療法の臨床開発                                                     | 2025年1月30日  | アイザワ証券                         |        |
| ヒューマンステージホールディングス               | 321A   | 大阪府   | 人材派遣事業及び不動産賃貸業                                                   | 2025年1月31日  | 日本M&Aセンター                      |        |
| エス・エム・エス・データテック                   | 317A   | 東京都   | システムの開発・運用・保守                                                     | 2025年1月31日  | Jトラストグローバル証券              |        |
| ヒメジ理化                                       | 322A   | 兵庫県   | 半導体等製造装置関連(石英ガラス加工品)及び産業用ランプ・ヒ ーター製造          | 2025年2月5日   | 日本M&Aセンター                      |        |
| D&I                                              | 320A   | 東京都   | 障害者雇用支援教育事業                                                         | 2025年2月13日  | フィリップ証券                       |        |
| aero lab international                           | 326A   | 大阪府   | 航空機の販売                                                                   | 2025年3月3日   | 宝印刷                               |        |

注記
1. ^ 2016年4月、株式会社スズキ太陽技術から株式会社動力へ商号変更。
2. ^ 2020年1月07日、株式会社アーバンビジョンから株式会社Liv-upへ商号変更。
3. ^ 以前は東証一部へ上場していたが、民事再生法申請に伴い2008年10月27日に上場廃止。

| 銘柄名 | 銘柄コード | 上場日        |
| --- | ---------- | ------------- |
| Banco Santander-Chile Japanese Yen TOKYO PRO-BOND Market Listed Bonds – First Series (2014)                                                           | 00040799   | 2014年4月25日 |
| Banco Santander-Chile Japanese Yen TOKYO PRO-BOND Market Listed Bonds – Second Series (2014)                                                          | 00050799   | 2014年4月25日 |
| Banco Santander-Chile Japanese Yen TOKYO PRO-BOND Market Listed Floating Rate Bonds – First Series (2014)                                             | 00060799   | 2014年4月25日 |
| Malayan Banking Berhad JPY31,100,000,000 Senior Fixed Rate 注記 due 22 May 2017 issued under USD5 billion Multicurrency Medium Term Note Programme    | 00070799   | 2014年5月23日 |
| First Gulf Bank P.J.S.C. JPY Tokyo Pro-Bond Market Listed Fixed Rate 注記 due July 2019                                                               | 00080799   | 2014年7月3日  |
| Malayan Banking Berhad JPY20,000,000,000 Senior Fixed Rate 注記 due 21 August 2019 issued under USD5 billion Multicurrency Medium Term Note Programme | 00090799   | 2014年8月22日 |

上記は2014年現在。

### 上場廃止銘柄
| 社名                             | コード | 本社     | 業種                                  | 売買開始日     | J-Adviser               | 注釈                                                                                                 |
| -------------------------------- | ------ | -------- | ------------------------------------- | -------------- | ----------------------- | --- |
| メビオファーム                   | 4580   | 東京都   | 医薬品                                | 2011年7月15日  | フィリップ証券          | 2013年6月7日上場廃止                                                                                 |
| エコグリーン                     | 3188   | 東京都   | 卸売業                                | 2013年10月31日 | フィリップ証券          | 2015年10月8日上場廃止                                                                                |
| MISAWA HABITA                    | 1427   | 群馬県   | 建設業                                | 2013年7月31日  | フィリップ証券          | 2016年4月15日上場廃止                                                                                |
| LS-LINKS                         | 6536   | 岐阜県   | サービス業                            | 2016年11月10日 | フィリップ証券          | 2016年10月24日上場申請を取り下げ                                                                     |
| 歯愛メディカル                   | 3540   | 石川県   | 卸売業                                | 2016年6月17日  | フィリップ証券          | 2017年12月17日上場廃止 上場廃止翌日にJASDAQへ上場                                                    |
| ピースリビング                   | 1437   | 徳島県   | 建設業                                | 2016年7月7日   | フィリップ証券          | 2018年10月26日上場廃止                                                                               |
| はかた匠工芸                     | 3610   | 福岡県   | 繊維製品                              | 2014年7月15日  | フィリップ証券          | 2019年4月26日上場廃止                                                                                |
| アドメテック                     | 7778   | 愛媛県   | 医薬品                                | 2013年9月4日   | フィリップ証券          | 2019年7月1日上場廃止                                                                                 |
| トライアンフコーポレーション     | 3651   | 東京都   | 情報通信業                            | 2015年11月25日 | フィリップ証券          | 2019年7月11日上場廃止                                                                                |
| WBFリゾート沖縄                  | 6179   | 沖縄県   | サービス業                            | 2015年10月15日 | OKINAWA J-Adviser       | 2019年7月31日上場廃止                                                                                |
| global bridge HOLDINGS           | 6557   | 東京都   | サービス業                            | 2017年10月17日 | OKINAWA J-Adviser       | 2019年12月22日上場廃止 上場廃止翌日にマザーズへ上場                                                  |
| ニッソウ                         | 1444   | 東京都   | 建設業                                | 2018年2月26日  | フィリップ証券          | 2020年3月29日上場廃止 上場廃止翌日に名証セントレックスへ上場 さらに2022年7月25日に東証グロースへ上場 |
| 太知ホールディングス             | 7684   | 東京都   | 卸売業                                | 2019年11月27日 | 宝印刷                  | 2020年7月28日上場廃止                                                                                |
| イー・カムトゥルー               | 3693   | 北海道   | 情報通信業                            | 2014年10月20日 | フィリップ証券          | 2021年8月18日上場廃止                                                                                |
| Geolocation Technology           | 4018   | 静岡県   | 情報・通信業                          | 2020年12月11日 | エイチ・エス証券        | 2021年9月12日上場廃止 上場廃止翌日にQ-Boardへ上場                                                    |
| 富士テクノソリューションズ       | 2336   | 神奈川県 | サービス業                            | 2017年9月19日  | フィリップ証券          | 2021年9月29日上場廃止                                                                                |
| 新東京グループ                   | 6066   | 千葉県   | サービス業                            | 2012年9月25日  | フィリップ証券          | 2021年9月30日上場廃止 注記 1                                                                         |
| タカネットサービス               | 7672   | 神奈川県 | 卸売業                                | 2019年2月21日  | フィリップ証券          | 2021年9月30日上場廃止                                                                                |
| ビズライト・テクノロジー         | 4383   | 東京都   | 情報・通信業                          | 2018年5月2日   | フィリップ証券          | 2021年10月27日上場廃止                                                                               |
| フロンティア                     | 4250   | 山口県   | 化学                                  | 2018年7月27日  | 宝印刷                  | 2021年10月31日上場廃止 上場廃止翌日にQ-Boardへ上場                                                   |
| クボデラ                         | 9261   | 東京都   | 卸売業                                | 2017年10月17日 | 宝印刷                  | 2021年12月9日上場廃止                                                                                |
| 五洋食品産業                     | 2230   | 福岡県   | 食料品                                | 2012年7月1日   | みずほ証券              | 2022年3月4日上場廃止 注記 2                                                                          |
| ジェイベース                     | 5073   | 宮城県   | 建設業                                | 2021年2月25日  | 宝印刷                  | 2022年4月13日上場廃止                                                                                |
| コトラ                           |        | 東京都   | サービス業                            | 2022年7月7日   | G-FAS                   | 2022年6月9日上場申請の取消し                                                                         |
| アザース                         | 9276   | 山口県   | 化学                                  | 2022年9月29日  | 日本M&Aセンター         | 2022年9月29日上場廃止                                                                                |
| アップコン                       | 5075   | 神奈川県 | 建設業                                | 2022年12月25日 | Jトラストグローバル証券 | 2022年12月25日上場廃止 上場廃止翌日に名証ネクストへ上場                                              |
| ブリッジコンサルティンググループ | 9225   | 東京都   | サービス業                            | 2022年5月30日  | 日本M&Aセンター         | 2023年6月25日上場廃止 上場廃止翌日に東証グロースへ上場                                               |
| QLSホールディングス              | 7075   | 大阪府   | サービス業                            | 2019年11月25日 | フィリップ証券          | 2023年6月25日上場廃止 上場廃止翌日に名証ネクストへ上場                                               |
| LUMBER ONE                       | 5526   | 東京都   | 不動産業                              | 2022年10月4日  | 宝印刷                  | 2023年8月16日上場廃止                                                                                |
| ジェイ・イー・ティ               | 6228   | 岡山県   | 機械                                  | 2021年3月29日  | 日本M&Aセンター         | 2023年9月24日上場廃止 上場廃止翌日に東証スタンダードへ上場                                           |
| アスマーク                       | 4197   | 東京都   | 情報・通信業                          | 2022年1月31日  | フィリップ証券          | 2023年12月3日上場廃止 上場廃止翌日に東証スタンダードへ上場                                           |
| TSON                             | 3456   | 愛知県   | 不動産業                              | 2015年3月23日  | フィリップ証券          | 2023年12月27日上場廃止                                                                               |
| Kips                             | 9465   | 東京都   | 情報・通信業                          | 2019年9月20日  | 宝印刷                  | 2024年2月26日上場廃止                                                                                |
| STG                              | 5858   | 大阪府   | 非鉄金属                              | 2019年6月26日  | 宝印刷                  | 2024年3月20日上場廃止 上場廃止翌日に東証グロースへ上場                                               |
| やまぜんホームズ                 | 1440   | 三重県   | 建設業                                | 2017年3月3日   | フィリップ証券          | 2024年3月29日上場廃止                                                                                |
| 伸和ホールディングス             | 7118   | 北海道   | 小売業                                | 2023年1月26日  | アイザワ証券            | 2024年10月21日上場廃止 上場廃止翌日に札証アンビシャスへ上場                                          |
| 日本オーエー研究所               | 5241   | 東京都   | 情報・通信業                          | 2022年12月21日 | Jトラストグローバル証券 | 2024年12月22日上場廃止 上場廃止翌日に名証ネクストへ上場                                              |
| マイファーム                     | 5865   | 京都府   | 農業・サービス業                      | 2023年11月27日 | アイザワ証券            | 2024年12月27日上場廃止                                                                               |
| 碧                               | 3039   | 沖縄県   | サービス業                            | 2013年6月4日   | 宝印刷                  | 2025年1月24日上場廃止                                                                                |
| マナベインテリアハーツ           | 7113   | 高知県   | 小売業                                | 2022年12月6日  | フィリップ証券          | 2025年1月29日上場廃止                                                                                |
| No.1都市開発                     | 5529   | 広島県   | 不動産業                              | 2023年2月1日   | 宝印刷                  | 2025年1月31日上場廃止                                                                                |
| バルコス                         | 7790   | 鳥取県   | 小売業                                | 2020年10月2日  | フィリップ証券          | 2025年2月2日上場廃止 上場廃止翌日に名証ネクストへ上場                                                |
| イヴレス                         | 7125   | 東京都   | 卸売業                                | 2021年7月28日  | フィリップ証券          | 2025年2月26日上場廃止                                                                                |
| ヒルストン                       | 232A   | 大阪府   | 有料職業紹介事業及びM&Aアドバイザリー | 2024年8月29日  | アイザワ証券            | 2025年3月13日上場廃止                                                                                |
| パパネッツ                       | 9388   | 埼玉県   | 倉庫・輸送関連業                      | 2017年10月30日 | フィリップ証券          | 2025年3月20日上場廃止 上場廃止翌日にQ-Boardへ上場                                                    |

1. ^ TOKYO PRO移行後の第1号上場銘柄。
2. ^ 2012年5月28日、TOKYO AIM上場。2012年7月1日、TOKYO PRO発足と同時に移行した。唯一のTOKYO AIM時代から続く銘柄。上場時のJ-Adviserはフィリップ証券。リーディング証券を経て、2018年2月28日よりみずほ証券に変更。大手証券のJ-adviser就任は初の事例。

| 銘柄名                                                                                            | 銘柄コード | 上場日         | 上場廃止日     | 上場廃止理由 |
| ------------------------------------------------------------------------------------------------- | ---------- | -------------- | -------------- | ------------ |
| ING BANK N.V. Japanese Yen TOKYO PRO-BOND Market Listed Bonds - First Series (2012)               | 00010799   | 2012年4月17日  | 2014年4月10日  | 満期償還     |
| ING BANK N.V. Japanese Yen TOKYO PRO-BOND Market Listed Bonds - Second Series (2012)              | 00020799   | 2012年12月20日 | 2015年12月14日 | 満期償還     |
| ING BANK N.V. Japanese Yen TOKYO PRO-BOND Market Listed Floating Rate Bonds - First Series (2012) | 00030799   | 2012年12月20日 | 2015年12月14日 | 満期償還     |

上記は2015年現在。

## TOKYO PRO Marketに係る指定アドバイザー（J-Adviser）
19社（2024年6月現在）
- アイ・アールジャパン
- アイザワ証券
- Jトラストグローバル証券
- SMBC日興証券
  - 元は日興シティグループ証券が資格をもっていたが2009年10月1日に資格を喪失、代わりに日興コーディアル証券（現SMBC日興証券）が資格を取得。
- G-FAS
- ジャパンインベストメントアドバイザー
- 大和証券
- 宝印刷
- 日本M&Aセンター
- 野村證券
- フィリップ証券
- みずほ証券
- 三菱UFJモルガン・スタンレー証券
- SBI証券
- 九州FG証券
- 佐賀銀行
- 船井総合研究所
- 三田証券
- 名南M&A

### J-Adviserの主な要件
- J-Adviserの資格取得申請日以前2年間においてコーポレート・ファイナンス助言業務に関する経験があること。
- J-QSを3名以上有すること。
- 取引所と共にプリンシプルベースの考え方に基づきTOKYO PRO Marketを運営するパートナーとしての意欲と能力を有していること。
- 日本の資本市場での経験及び知見を有すること。
- TOKYO PRO Marketの評価と秩序を毀損するおそれがないこと。

## 立会時間

### TOKYO PRO Market
- 前場 9時00分 - 11時30分
- 後場 12時30分 - 15時00分

売買・決済制度は東京証券取引所の扱いに準じる。

### TOKYO PRO-BOND Market
取引所取引は後場のみ。店頭取引（OTC）も可。
- 後場 12時30分 - 15時00分

## 沿革
- 2007年10月 - 東京証券取引所とロンドン証券取引所の間で新市場創設「TOKYO AIM」に関する覚書を締結。
- 2008年12月 - 株式会社TOKYO AIM取引所の準備会社を設立。
- 2009年
  - 6月1日 - 金融商品取引所として、株式会社TOKYO AIM取引所の営業を開始。
  - 6月11日 - 指定アドバイザーを指定。
- 2012年
  - 3月28日 - 東京証券取引所は、ロンドン証券取引所との株式会社TOKYO AIM取引所の合弁を解消。
  - 7月1日 - 東京証券取引所が株式会社TOKYO AIM取引所を吸収合併。市場名をTOKYO PRO Marketに変更し、東京証券取引所内部の市場となる。